# Mukhesur Rahman
Mohamed Mukhesur Rahman (bengalisch মোহাম্মদ মুখেসুর রহমান; * 1. Februar 1970) ist ein ehemaliger bangladeschischer Schwimmer.
Er trat bei den Olympischen Sommerspielen 1992 in Barcelona im Wettbewerb über 200 m Brust an. Dabei kam er in den Vorläufen auf Platz 52.